# Lago Nansen
Il lago Nansen è un lago situato nel dipartimento di Río Chico della provincia di Santa Cruz, in Argentina.